# Carico insulinico
Il Carico insulinico o CI, dall'inglese insulin load, abbreviato in IL, è un parametro che stabilisce l'impatto sull'insulinemia di un cibo in base al suo indice insulinico (II) e al suo valore calorico. In analogia con quanto fa il carico glicemico in relazione al indice glicemico per valutare i livelli della glicemia in base alla specifica quantità di carboidrati di un alimento glucidico, il carico insulinico misura i livelli dell'insulinemia indotti da una specifica quantità dei cibi calorici in base al loro indice insulinico, cioè al potere dei cibi di stimolare l'insulina in termini assoluti sulla base della stessa quantità isocalorica standard, senza considerare però la quota di carboidrati contenuti al loro interno. Il carico insulinico viene calcolato moltiplicando i valori dell'indice insulinico per l'apporto calorico totale.

## Definizione
L'indice glicemico e il carico glicemico sono dei metodi di valutazione molto utilizzati per misurare l'aumento della glicemia in risposta all'ingestione dei cibi contenenti carboidrati o dei carboidrati puri. In base ai valori della glicemia si stima conseguentemente la produzione di insulina, che normalmente viene stimolata con maggiore intensità da parte dei glucidi rispetto agli altri macronutrienti. Tuttavia, si è spesso fatto presente che questi metodi presentassero dei limiti, in quanto è largamente risaputo che la produzione di insulina non viene causata solo dai carboidrati, e quindi non è determinata solo dalla glicemia. L'insulina è stimolata ad esempio anche da cibi puramente proteici e amminoacidi, e un leggero incremento dei livelli insulinici viene ottenuto anche con l'accostamento dei lipidi al pasto. Ciò che è risultato dall'indice insulinico è che, soprattutto in combinazione con i carboidrati, le proteine e i grassi agiscono sinergicamente per aumentare i livelli di insulina, pur riducendo la glicemia. Inoltre, anche alcune classi di cibi, così come i pasti misti, riescono a stimolare la produzione di insulina in maniera sproporzionata rispetto al loro indice e carico glicemico. La glicemia dunque non risulta sempre e in tutti i casi strettamente proporzionale all'insulinemia. In questo senso si comprende che l'indice e il carico glicemico esaminano solo l'effetto dei carboidrati sulla glicemia per stimare indirettamente la conseguente produzione di insulina, ma tali misurazioni possono rappresentare un forte limite su queste constatazioni, rivelandosi in alcuni casi largamente imprecise.
Il carico insulinico è un parametro molto recente che ha iniziato ad essere applicato in alcuni studi solo alla fine degli anni duemila. L'indice insulinico venne riconosciuto alla fine degli anni ottanta (1987) da Ross et al., ma, come l'indice glicemico, necessitava di un metodo di calcolo per poter quantificare la produzione di insulina relativa ad una precisa porzione di un alimento sulla base del suo valore o punteggio assoluto. Il carico insulinico è stato il più recente metodo di calcolo, com'era stato in passato per l'indice glicemico con il carico glicemico, creato col fine di dare un riferimento quantitativo, e non qualitativo, sulla secrezione insulinica in risposta ad un determinato cibo.
Il primo studio, molto recente, che iniziò a considerare l'utilizzo di questo parametro risale al 2009 da parte di Bao et al. Si tratta dello stesso circuito di ricercatori rappresentato da personalità come Susanne Holt e Jennie Brand-Miller, alcuni dei principali studiosi che approfondirono i concetti del indice insulinico e indice glicemico a partire dagli anni ottanta. Gli scienziati valutarono la validità del carico insulinico nel predire la risposta effettiva dell'insulina ad un pasto misto da parte di giovani soggetti sani (età media 24 anni), i quali consumarono 13 diversi pasti composti da vari macronutrienti. Essi scoprirono che il carico insulinico era fortemente correlato con la risposta insulinica post-prandiale, e riusciva a fornire una previsione più accurata della risposta insulinica rispetto al contenuto di carboidrati o al carico glicemico. Altri studi successivi che si avvalevano del carico insulinico, constatarono che elevati carichi insulinici nella dieta (non necessariamente collegati al indice e carico glicemico) sono potenzialmente correlati con un peggioramento dell'insulinoresistenza, con un aumento dei trigliceridi ematici (trigliceridemia), con una diminuzione dei livelli di HDL negli obesi, e con un'aumentata probabilità da parte degli adolescenti in età puberale di aumentare i livelli di massa grassa in successiva età adulta. Diete che prevedono il controllo del carico insulinico possono contribuire a prevenire o gestire il diabete. Ad oggi le tabelle di riferimento sull'indice insulinico sono limitate, ed il metodo di calcolo del carico insulinico non è ancora stato diffuso con una scala di valori di riferimento.

## Calcolo del Carico insulinico
CI = indice insulinico di un alimento x valore calorico di una determinata porzione di un alimento / 100

## Densità calorica
Per valutare il carico insulinico, oltre al indice insulinico (II) di un cibo è necessario conoscere anche la densità calorica in un alimento. Questo dato si ottiene a sua volta conoscendo la percentuale di macronutrienti in un alimento, e da questa si estrapola il relativo apporto calorico. Il solo indice insulinico infatti non permette di riconoscere le proprietà insulinogeniche di una specifica porzione di un cibo. Se un alimento ha un alto II ma una bassa percentuale calorica (normalmente per l'alto contenuto di acqua), questo indurrebbe una risposta insulinica inferiore alla stessa quantità in grammi di un cibo ad II basso ma dalla densità calorica molto maggiore. L'indice insulinico è un valore assoluto che stabilisce il diverso potere insulinogenico degli alimenti sulla base della stessa quantità calorica (239 kcal, equivalenti di 1000 kj), e quindi guarda ai diversi tempi di assimilazione e all'intensità di secrezione dell'ormone a parità di introito calorico. Il carico insulinico guarda invece alla quantità di insulina complessiva stimolata da un cibo in base al suo indice insulinico e all'apporto calorico di una determinata quantità.

## Gli studi
Uno dei primi studi più rilevanti che utilizzavano il concetto del carico insulinico venne avviato nel 2010 da Bao et al. In questa ricerca si cercava di capire se fosse fondata l'associazione tra elevate risposte insuliniche e l'aumento del rischio di contrarre il carcinoma del colon-retto. Utilizzando i recenti strumenti del indice insulinico (II) e carico insulinico (CI), i ricercatori stimarono la secrezione insulinica provocata dalle varie diete per accertare la sua correlazione con la patologia. Gli studi accertarono che elevate produzioni di insulina post-prandiale non aumentassero il rischio di contrarre la malattia.
Il secondo studio, condotto quell'anno dal gruppo (Bao et al.), intendeva comprendere se l'iperinsulinemia era coinvolta col favorire lo sviluppo del adenocarcinoma pancreatico. Si volle valutare se l'indice insulinico e il carico insulinico fossero associati alla forma tumorale. Il metodo di misurazione era analogo all'esperimento precedente. Anche questa volta elevati carichi insulinici non risultavano essere correlati con l'aumento del rischio del manifestarsi della patologia. Tuttavia, si notò che una dieta che favorisce un'elevata produzione di insulina, con alti carichi insulinici, poteva incrementare il rischio di peggiorare lo stato di insulino resistenza.
Nello stesso periodo è emerso un terzo studio presentato da Nimptsch et al. In base al fatto che l'indice glicemico e carico glicemico si limitassero ad esaminare solo l'effetto dei carboidrati sulla glicemia per stimare indirettamente la conseguente produzione di insulina, i ricercatori preferirono utilizzare i nuovi metodi di calcolo del indice e carico insulinico, i quali erano in grado di stabilire direttamente la produzione di insulina post-prandiale indotta dai vari cibi, e che permettevano di includere nei test anche alimenti dal contenuto di carboidrati molto basso o assente. Si voleva investigare sull'eventuale correlazione tra indice e carico insulinico con i biomarcatori del controllo glicemico, dei lipidi plasmatici, e delle infiammazioni. L'II e il CI vennero riportati su un questionario in base a dati analizzati direttamente o da dati sul II già pubblicati. Emerse che nella media dei 4002 partecipanti, uomini e donne sani, coloro che assumevano cibi a maggiore indice e carico insulinico presentavano una concentrazione ematica di trigliceridi (trigliceridemia) del 26% maggiore rispetto ai soggetti che assumevano complessivamente cibi a basso indice e carico insulinico. L'II era inversamente associato alla presenza di lipoproteine ad alta densità (HDL) dei partecipanti obesi. Ciò che venne accertato fu che l'indice e carico insulinico non erano associati ai biomarcatori del digiuno, e a quelli del controllo glicemico, ma potevano essere fisiologicamente rilevanti sui livelli dei lipidi plasmatici, specialmente negli individui obesi.
Una delle ricerche fino ad ora più recenti (Joslowski et al., 2012) che adottavano questo parametro voleva determinare se si potesse confermare l'ipotesi che una dieta che promuove elevati livelli di glicemia e insulinemia post-prandiale durante la pubertà potevano causare effetti sfavorevoli sulla composizione corporea dei giovani adulti. In questo studio sono emersi dei dati interessanti che confermavano le differenza tra glicemia e insulinemia: l'indice glicemico e il carico glicemico durante la pubertà non erano associati alla composizione corporea dei giovani adulti. Al contrario, l'elevato indice insulinico e l'elevato carico insulinico nella pubertà erano associati a più alti livelli di massa grassa nei giovani adulti. Questo studio suggerisce un'influenza potenzialmente negativa di una dieta ad elevato carico insulinico durante la pubertà, sulla massa grassa in età adulta. L'aumento post-prandiale dell'insulinemia, piuttosto che l'aumento della glicemia, sembra essere maggiormente implicato in uno sviluppo sfavorevole della composizione corporea.